# Donna nuda seduta
Donna nuda seduta è un dipinto del pittore francese Pierre-Auguste Renoir, realizzato intorno al 1876 e conservato al Museo Puškin di Mosca.

## Descrizione
Protagonista della scena è una Anna Charigot, una delle modelle predilette dal Renoir che, successivamente, ne farà sua sposa. Qui Anna viene raffigurata nelle vesti di una giovane donna nuda, dal corpo florido e accattivante, colta mentre guarda oltre la spalla dell'osservatore, che alletta con una posa provocante e inequivocabile. La donna, seduta su una sedia, troneggia al centro di una stanza priva di luce ma vivacizzata dal colore chiaro delle varie stoffe disordinatamente ammucchiate qui e lì. La struttura compositiva dell'opera è descritta da una piramide che culmina nel volto della donna, che per il suo pallore acquisisce l'aspetto fragilissimo della porcellana.
È possibile rintracciare e analizzare le fonti figurative utilizzate dal maestro francese. Inequivocabili, infatti, sono i riferimenti alle opere di Boucher e Fragonard, autori di donne nude il cui atteggiamento seducente ricorda molto quello assunto dalla Donna nuda seduta. Renoir, inoltre, si mostra assai sensibile anche all'influenza di Ingres e Delacroix, dai quali prese ispirazione per la curvatura della schiena di Anna. La preziosità pittorica che caratterizza i precedenti modelli iconografici tuttavia non compare nell'opera di Renoir, la quale risente anche della pittura grassa di Courbet, soprattutto nella consistenza materica delle stoffe, dove i colori grigi o comunque bianco sporco sono depositati sulla tela con l'ausilio della spatola.